# عريقطة (جنس)
العُرَيْقِطَةُ أو العُرَيْقِطَانُ (الاسم العلمي: Oryctes) هي جنس ينتمي إلى الخنافس الوحيدة القرن، تمتاز بان لها زوجان من الاجنحة، تستخدم العريقطة لطيرانها زوجان من الاجنحة، وضيفة الزوج الأول هي الطيران، أما الثاني فيصبح كترس واقي.

## حجمها
تعتبر أكبر الخنافس على الإطلاق.